# Завинаги свързани
„Завинаги свързани“ (на хинди: पवित्र रिश्ता Pavitra Rishta) е индийски телевизионен сериал, чието излъчване започва на 1 юли 2009 г. и приключва на 24 юли 2014 г., като са излъчени 1424 епизода.

## Сюжет
Манав е автомонтьор, който работи за много малко пари. Случайно се запознава и влюбва в най-възрастната дъщеря в петчленно семейство-Арчана. Любовта му е споделена и скоро влюбените се женят. Всичко се обърква, когато Сулочена, майката на Арчана, разбира, че Манав е излъгал, за да се ожени за Арчана. Двамата заживяват отделно и се отправят към развод. Нов удар за семейството на Манав е новината за смъртта на брат му Сачин. Тогава Манав е принуден да се ожени за бременната годеница на Сачин-Шравани. Арчана успешно завършва образованието си и съдбата решава именно тя да работи заедно с Манав. След като разкриват пред всички, че са тайно женени, те остават сами и започват своята борба срещу бедността. След един спонтанен аборт на Арчана, сестрата на арчана варша също забраменява но прави аборт защото не е готова да стане майка след време варша иска да има дете но лекарите и казват че тя не може да има деца и затова тя решава да си осинови но не може защото е направила аборт след това арчана и манав разбират че арчана е бременна с сина им сохам точно в този щастлив момент за тях манав става бизнесмен след като арчана ражда и сохам става 2 3 години арчана позволява на сестрата си да прекарва повече време с сина и и в послецвие на това варша се привързва твърде много към детето и иска да го отвлече но не успява защото арчана и манав спасяват сина си и забраняват на варша да се вижда с него докато не се оправи след известно време варша мисли че се оправила и моли сестрата си и зет си да и позволят да се вижда с сина им манав е против защото мисли че варша отново ще се опита да отвлече сохам но арчана не мисли така и позволява въпреки протестите на манав в послецвие манав се оказа прав варша се опитва да отвлече сохам докато бяга от арчана и манав варша стига до един хълм и се хвърля от него с детето след като изгубиха детето си манав им арчана се разделят след време арчана разбира че отново е бременна те се събират но манав продължава да се държи студено с арчана арчана ражда близначки ови и теджу след това те се разделят Точно тогава на пътя им се изпречва нов неприятел Савита. Тя успява да раздели влюбените, служейки си с лъжи и измами. В крайна сметка лъже Манав, че Арчана го е изоставила и той заминава за Канада. А младата Арчана остава да живее с майка си и осиновената си дъщеря Пурви в Индия. Следва 18-годишен скок, когато Манав и Арчана се развеждат и като част от процедурата живеят заедно. Обединяват се, за да намерят сина си Сохам, който е отвлечен от Варша. Ще се разкрие, че братът на Манав-Сачин не е мъртъв и дълги години е обмислял плана си с помощта на Варша. По-натам в сериала се разкрива любовен триъгълник между наследниците на главните герои.

## Актьорски състав
- Анкита Локханде – Арчана Манохар Каранджкар (Арчу)/Арчана Манав Дешмукх/Анкита Сохам Манав Дешмукх/Анкита Кармаркае (двойна роля)
- Сушант Сингх Раджпут/ Хитен Теджвани – Манав Дамодар Дешмукх
- Аша Неджи – Пурви Дешмукх, осиновена дъщеря на Арчана и впоследствие съпруга на Арджун, която силно желае отново майка ѝ да се събере с Манав
- Ритвик Данджани – Арджун Кирлоскар, син на Ди Кей и Ашна
- Каран Мера – Нарен Шириш Камаркар (Аман)
- Рухи Багга – Пари Арджун Кирлоскар/Пари Нарен Кармаркар (Ахаана)
- Шрути Канвар – Ови Манав Дешмукх/Ови Арджун Кирлоскар
- Шакти Арора – д-р Онир Дут
- Анкит Наранг – Сохам Манав Дешмукх (Вишну)
- Мриналини Тяги – Теджасуини Манав Дешмукх (Теджу), сестра на Ови и голям зевзек и скандалджийка
- Каришма Шарма – Пиа Арджун Кирлоскар
- Уша Надкарни – Савита Дамодар Дешмукх, майка на Манав, Вандита и Сачу, ужасно много мрази Арчана и е много груба, раздразнителна и досадна.
- Савита Прабуне – Сулочана Манохар Каранджкар, майка на Арчана, Винод, Варша и Вайшали
- Сумит Арора – Дармеш Джайпурвала, подъл негодник
- Свати Ананд – Манджуша Винод Каранджкар, водеща антигероиня
- Параг Тяги – Винод Каранджкар, съпруг на Манджуша, баща на Пуни и син на Сулочена
- Аджай Вадавкар – Дамодар Дешмукх, баща на Манав и Вандита, за разлика от жена си много цени и обича Арчана, като своя дъщеря
- Кишори Говинд Махаболе – Манохар Каранджкар
- Радж Сингх – Сачин Дамодар Дешмукх (Сачу)
- Пуру Чибер – Сачин Манав Дешмукх, порасналият син на Шравани, отгледан от Арчана, млад адвокат
- Прия Марат – Варша Сатиш Дешпанде (Джумри)
- Анураг Шарма – Сатиш Дешпанде, добър приятел на Манав и Арчу
- Йамини Такур – Вандита (Ванду) Аджит Локханде, сестрата на Манав
- Прабат Батачария/Панкаж Вишну – Аджит Локханде, злодей, брат на Манджуша и съпруг на Ванду
- Смита Оук – Расика Локханде, подлата майка на Аджит и Манджуша
- Апарна Диксит – Манси Шашанк Камбле (Ману)
- Прартана Бехере/Мадумита Дас – Вайшали Каранджкар, най-малката сестра на Арчу и Варша
- Пуджа Пилай – Шравани Махадик/Шравани Сачин Дешмукх
- Анил Мишра – Гириш Махадик
- Сунил Годсе – Вишвас Дешмукх, по-големия брат на Дамодар
- Манаси Салви – Ашна Кирлоскар
- Навед Аслам – Ди Кей, баща на Арджун и бизнес партньор на Манав
- Шалини Арора – Бавана Мохан Джоши
- Каран Шарма – Съни Мукеш Кандеси, брат на Джигнеш, син на Снелята, има връзка с Теджу
- Маниш Нагдев – Шашанк Камбле
- Нишант Радхуванши – Прашант Сохам Дешмукх
- Джиа Мустафа – Пурнима Митал (Пуни), злонамерената дъщеря на Манджу и Винод, която иска да съсипе живота на Пурви, и която налива масло в огъня между Ови и Пурви
- Ирфан Разаа Кхан – Пракаш
- Каран Сучак – Шакхар Гупта
- Шиба Чанда – Шириш Кармаркар
- Ранджит Сингх – Раунак Шириш Кармаркар
- Шивани Томар – Ручита Винод Каранджкар (Ручи)
- Неа Сегал – Риа Гупта, злонамерената секретарка на Манав, наета от Ашна
- Махеш Шети – Джевант Ране, негодник и злонамерен персонаж
- Манси Шарма – Неина Сачин Дешмукх
- Дивджот Сабарвал – Мадури Дармеш Джайпурвала, първата съпруга на Дармеш
- Сарита Шиваскар – Сундри, смешната секретарка на майката на Манав
- Нивеен А Рамани – Гаурав Сачин Дешмукх
- Сумукхи Пендсей – Сунанда Кармаркар
- Викрант Чатурведи – Шириш Кармаркар
- Рашул Тандон – Аникет, дебеличкия син на Вайшали, който обича да си похапва и с когото Теджу се дърли и закача
- Мукул Хариш – Ранвиджай
- Паван Махендру – Мохан Дешпанде, бащата на Сатиш
- Амит Сарийн – Ашвин Сагар, негодник, шеф и приятел на Варша до един момент
- Ашлеша Савант – Урмила Ашвин Сагар, братовчедката на Сатиш
- Суджата Вайшнав – г-жа Мена Джайпурвала, майката на Дармеш
- Минал Могам – Кинари Раунак Кармаркар
- Кришна Шах – Сону Сохам Дешмукх/Сону Рагае Матре
- Акаш Натх – Пранав Сохам Дешмукх
- Джинал Джайн – Пушти Сачин Дешмукх
- Анурадха Канабар – Чарулата Мета, сестра на Снелята и леля на Съни и Джигнеш
- Кетки Даве – Снелята Мукеш Кандеси, сестра на Чарулата, и двете са в конфликт със Савита
- Кали Прасад Мукерджи – Балан, разбойник и приемен баща на Вишну (Сохам), превърнал го в разбойник и създал му навика да пие; мрази ужасно Манав и Арчана
- Ева Ширали – Свати
- Марк Паракх – Джигнеш Мукеш Кандеси, син на Снелята

## В България
В България сериалът започва на 13 февруари 2017 г. по Нова телевизия, а от 15 януари 2018 г. премества излъчването си по Диема Фемили и завършва на 23 юли 2019 г. Ролите се озвучават от Даниела Сладунова, Ася Братанова, Елисавета Господинова, Александър Митрев и Здравко Методиев.